# Najlepszy kumpel Pana Boga
Najlepszy kumpel Pana Boga – amerykańska komedia z 1996 roku.

## Obsada
- Greg Kinnear – Tom Turner
- Laurie Metcalf – Rebecca Frazen
- Maria Pitillo – Gloria McKinney
- Tim Conway – Herman Dooly
- Héctor Elizondo – Vladek Vidov
- Jon Seda – przystojniak
- Roscoe Lee Browne – Idris Abraham
- Anna Maria Horsford – Lucille Barnett
- Kathleen Marshall – Szepcząca Wendy
- Isadora O’Boto – Gorąca Mary
- Felix Pire – Ramon
- Donal Logue – Webster
- Nancy Marchand – sędzia Kits Van Heynigan

## Fabuła
Tom Turner jest jednym z najbardziej cwanych oszustów w Los Angeles. Niestety, w święta zostaje złapany i staje przed sądem. Sędzia nie daje się nabrać na jego krasomówcze sztuczki i wymierza karę najcięższą jaką może otrzymać oszust: ma w ciągu tygodnia znaleźć pracę. Tomowi udaje się dzięki pomocy kuzyna podjąć pracę na poczcie. Trafia do działu przesyłek niedoręczonych w głównym urzędzie pocztowym. Trafiają do niego listy m.in. do Marilyn Monroe, Elvisa Presleya i... do Pana Boga. W końcu decyduje się odpisać na jeden z nich. To wywołuje całą lawinę wydarzeń.